# Lille Hjælper
Lille Hjælper er Georg Gearløs' trofaste følgesvend og assistent. Den er en lille robot med en lyspære i stedet for et hoved og er ofte meget kvik. Lille Hjælper blev opfundet ved et tilfælde, men er alligevel blevet Gearløs' mest geniale opfindelse. Når Gearløs er i knibe, er det Lille Hjælper, der redder ham. Ofte står han for små "sidehistorier" i nogen af tegneserierne, her har man set ham spille dam med Anders Ands hund.